# QS-21

Structure de base du QS-21, consistant en un triterpène d'acide quillaïque (noir) substitué par un trisaccharide ramifié (bleu) et un tétrasaccharide linéaire (vert), qui est à son tour relié à une chaîne acyle (rouge) via un ester hydrolytiquement labile. QS-21 est un mélange 65:35 des variants substitués par l'apiose et le xylose de la molécule ci-dessus.

Le QS-21 est un extrait végétal purifié utilisé comme adjuvant vaccinal. Il est issu de l'arbre Quillaja saponaria, originaire d'Amérique du Sud.
L'extrait contient des glycosides triterpéniques solubles dans l'eau, qui font partie de la famille des saponines. Il a été testé comme adjuvant dans divers vaccins dans le but d'améliorer leur efficacité. Il améliorerait à la fois l'immunité humorale et à médiation cellulaire. 
L'extraction du QS-21 détruit inévitablement l'arbre dont il est issu, ce qui a entraîné la mise en place de certaines réglementations sur sa culture. L'hémisynthèse du composé repose sur la purification de la partie prosapogénine (triterpène et trisaccharide ramifié) de la molécule et l'ajout synthétique du reste de QS-21 ; ainsi le rendement serait augmenté de 2 ordres de grandeur. Cette approche semi-synthétique a également facilité l'expérimentation avec des compositions alternatives de chaîne acyle. 
Le QS-21 a fait l'objet d'une évaluation clinique en tant qu'additif pour divers vaccins d'essai, notamment ceux contre le VIH, le paludisme et le cancer. En 2002, il avait déjà été testé sur plus de 3000 patients dans 60 essais cliniques. C'est un composant du vaccin Shingrix (vaccin contre le zona).
Le QS-21, sous sa forme appelée Matrix-M, est un adjuvant immunologique qui rentre par ailleurs dans la fabrication du vaccin de Novavax contre la COVID-19. L'ajout de glycosides triterpéniques QS-21 sous forme de liposomes améliore à la fois l'immunogénicité humorale et cellulaire. Agenus Inc. est le seul fabricant américain d'un extrait breveté approuvé par la FDA. Les approvisionnements sont étroitement contrôlés et les États-Unis ont invoqué le Defense Production Act (en) pour préserver les matières premières des vaccins pour leurs propres entreprises,.